# Philippe de Montmorency-Nevele

Armes de la maison de Montmorency

Philippe Ier de Montmorency-Nevele, fils de Jean de Nivelle également connu sous le nom de Jean III (Ier) de Montmorency-Nevele, est un personnage français du XVIe siècle

## Ascendance
Philippe de Montmorency-Nevele (1466-1526) descend des rois de France jusqu'à Hugues Capet.

## Biographie
Philippe de Montmorency-Nevele est le fils cadet de Jean de Nivelle (1422-1477 ; fils aîné de Jean II de Montmorency ; pour plus de détails, voir les articles Maison de Montmorency et Liste des barons de Montmorency). Philippe est seigneur de Nevele, de Wismes, de Hubermont, de Saint-Leu, de Taverny, de Liedekercke et d'un quart de la baronnie de Montmorency. Il fit hommage au comte de Saint-Pol des terres de Vimy, de Farbus et du fief de Tangry. Il est destiné d'abord à l'Église, et est doyen de la Collégiale Saint-Tugal de Laval. Après la mort en 1512 de son frère aîné, Jean (IV ou II) de Montmorency-Nivelles, il se marie et obtient, plus tard, un arrêt du parlement de Paris qui lui accordait le quart des terres et fiefs de la baronnie de Montmorency, sans en rien excepter que le nom et le titre de baron de Montmorency. Il meurt en 1526.

## Descendance
Il épouse Marie de Hornes de Montigny en 1496, dont il aura dix enfants :
- Frédéric de Montmorency, surnommé en mémoire de Frédéric de Hornes, son grand-père maternel, mort en bas âge.
- Joseph de Montmorency († 1530), seigneur de Nivelle, etc., mari d'Anne d'Egmond de Buren et père de Philippe II de Montmorency-Nivelle, comte de Horn (1526-1568 ; † exécuté sur ordre du duc d'Albe pour avoir rallié les Gueux).
- Robert de Montmorency († 1554), seigneur de Wismes et de Liencourt, Grand-bailli de Saint-Omer, etc.
- Philippe de Montmorency († 1566), seigneur de Hachicourt, Wimy, etc., au service du roi-comte Philippe II, qui le fait chevalier de la Toison d'Or en 1559, et le met à la tête de ses finances et de son conseil d'État aux Pays-Bas.
- Isabeau de Montmorency, x 1529 Joachim d'Hangest de Moyencourt de Montmort.
- Marguerite de Montmorency († 1570), x Robert de Longueval de La Tour de Warlaing.
- Marie de Montmorency.
- Françoise de Montmorency († vers 1570), dame de Wismes, Montigny-en-Ostrevent et Liencourt.
- Hélène de Montmorency, prieure de Sainte-Agnès de Gand (prieuré d'Augustines fondé en 1434, dont la mystique Josine Desplanques, † 1535, avait été la prieure).
- Claude de Montmorency, religieuse de l'abbaye d'Estrun, près d'Arras.